# Лешница (област Ловеч)
Вижте пояснителната страница за други значения на Лешница.
Лѐшница е село в Северна България. То се намира в община Ловеч, област Ловеч.

## География
Село Лешница се намира в планински район, и с жп спирка по линията Троян-Левски.

## История
До Освободителната война 1877-1878 г. в селото, което според стар документ е носело името Аллаединлер (Алаеддин – човек който дава борба, за да раздигне вярата), са живели само турци. По време на Освобождението всички турци избягали и през есента на 1877 г. дошли първите заселници – българи от опожарените през лятото на същата година Троян и Шипково. Първият следосвобожденски кмет на Лешница бил троянският революционер и кмет на града Иван Марковски. В продължение на 15 години (до 1892 г.) идват нови семейства от троянските села и махали. Лешница постепенно придобива чисто троянски облик, като до 1937 г. се числи към Троянска околия. Това е едната уникалност на Лешница – че от чисто турско село (дълги години то носи името Турска Лешница) се превръща в чисто българско.
Друга любопитна особеност е, че само след двайсетина години новите заселници, за един много кратък период – от 1902 до 1904 г., изградили своя храм, носещ името на свети Иван Рилски, който станал покровител на селото. Храмът бил осветен на 1 ноември 1904 г. През 2004 г., на стогодишния юбилей на храма, завършва реставрацията и зографисването на църквата му. Храмът е изографисан от известния художник Иван Мутафов от Черни Осъм, преподавател във Великотърновския университет, изписал и други църкви в Троянския край. Средствата, както и за построяването преди сто години, са дарени от заможни, почитащи корените си лешничани. Дарителски труд са вложили много хора, живеещи в селото, помощ е предоставила и Дирекцията по вероизповеданията, както и Областната управа в Ловеч.

## Население
Численост и дял на етническите групи според преброяването на населението през 2011 г.:
|                     | Численост | Дял (в %) |
| Общо                | 148       | 100,00    |
| Българи             | 145       | 97,97     |
| Турци               | 0         | 0,00      |
| Цигани              | 0         | 0,00      |
| Други               | 0         | 0,00      |
| Не се самоопределят | 3         | 2,02      |
| Неотговорили        | 0         | 0,00      |

## Културни и природни забележителности
Селски събор – през първата събота на месец ноември. Едно време местните са се завръщали специално за селския сбор дори от гурбет.
Повечето частни имоти в селото са били раздадени на съселяните след Освобождението от едрия земевладелец Гайдарски, на когото е и кръстена планинската местност около селото.

## Личности

### Родени в Лешница
- Стойко Факиров, професор
- Тодор Кацаров, деец на БКП
- Христо Бояджиев, художник